# 데이쿄 대학
데이쿄 대학(일본어: 帝京大学, 영어: Teikyo University)은 일본 도쿄도 이타바시구 가가에 위치한 일본의 사립 대학이다. 대학의 약칭은 데이쿄다이(일본어: 帝京大) 또는 데이쿄(일본어: 帝京)이다.

## 개관

### 대학 전체

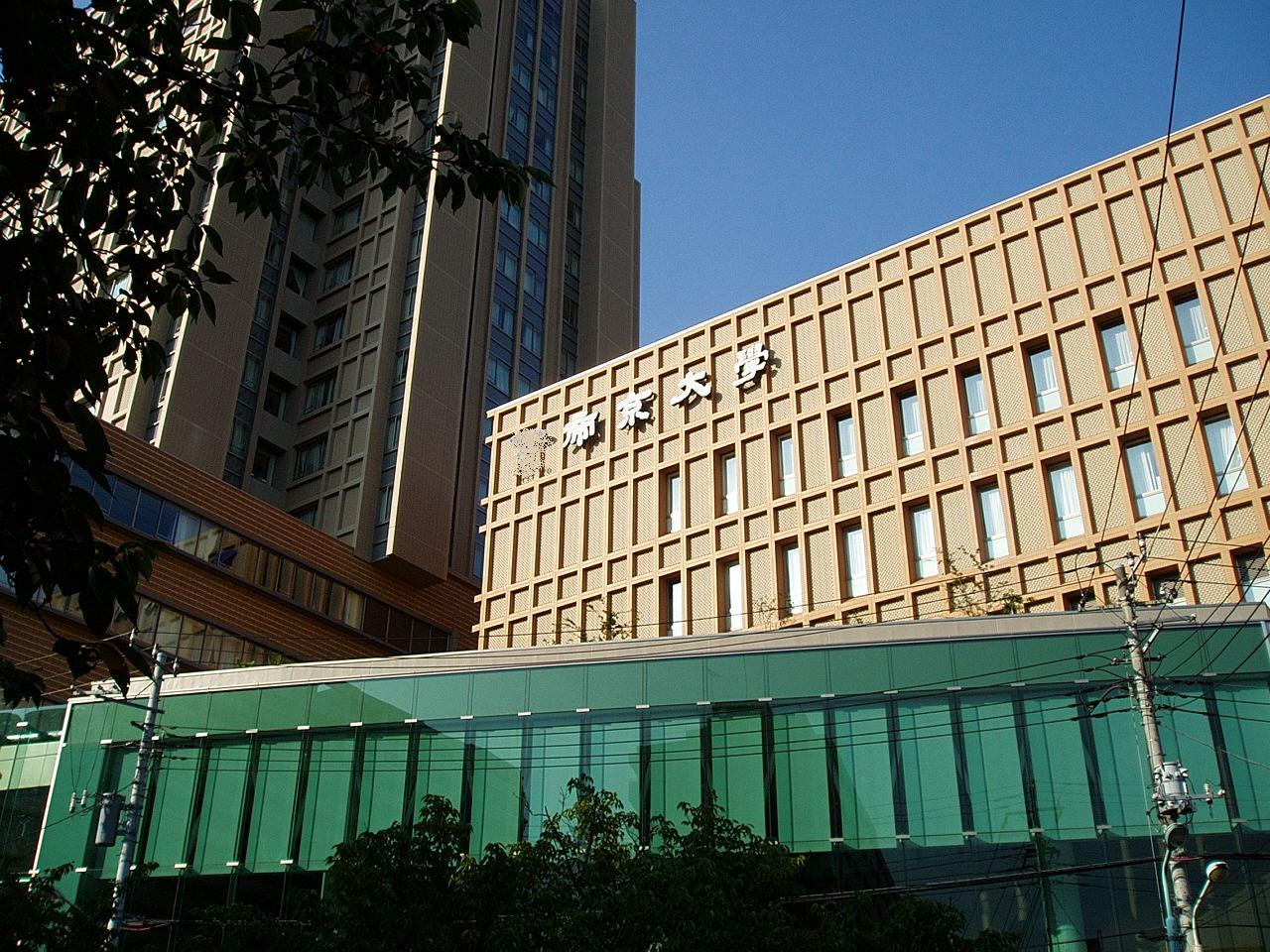
이타바시 캠퍼스 본부동

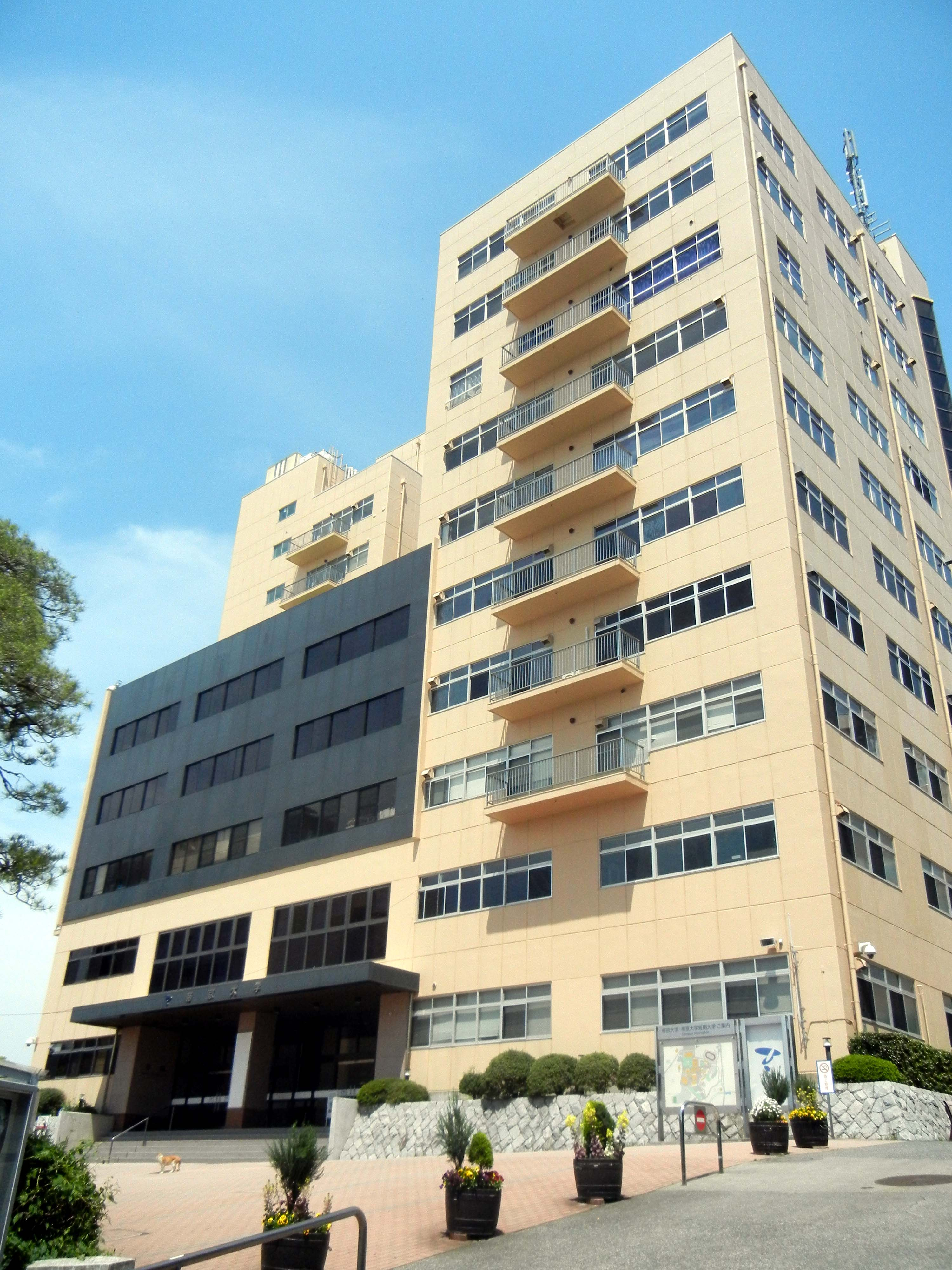
하치오지 캠퍼스 본관

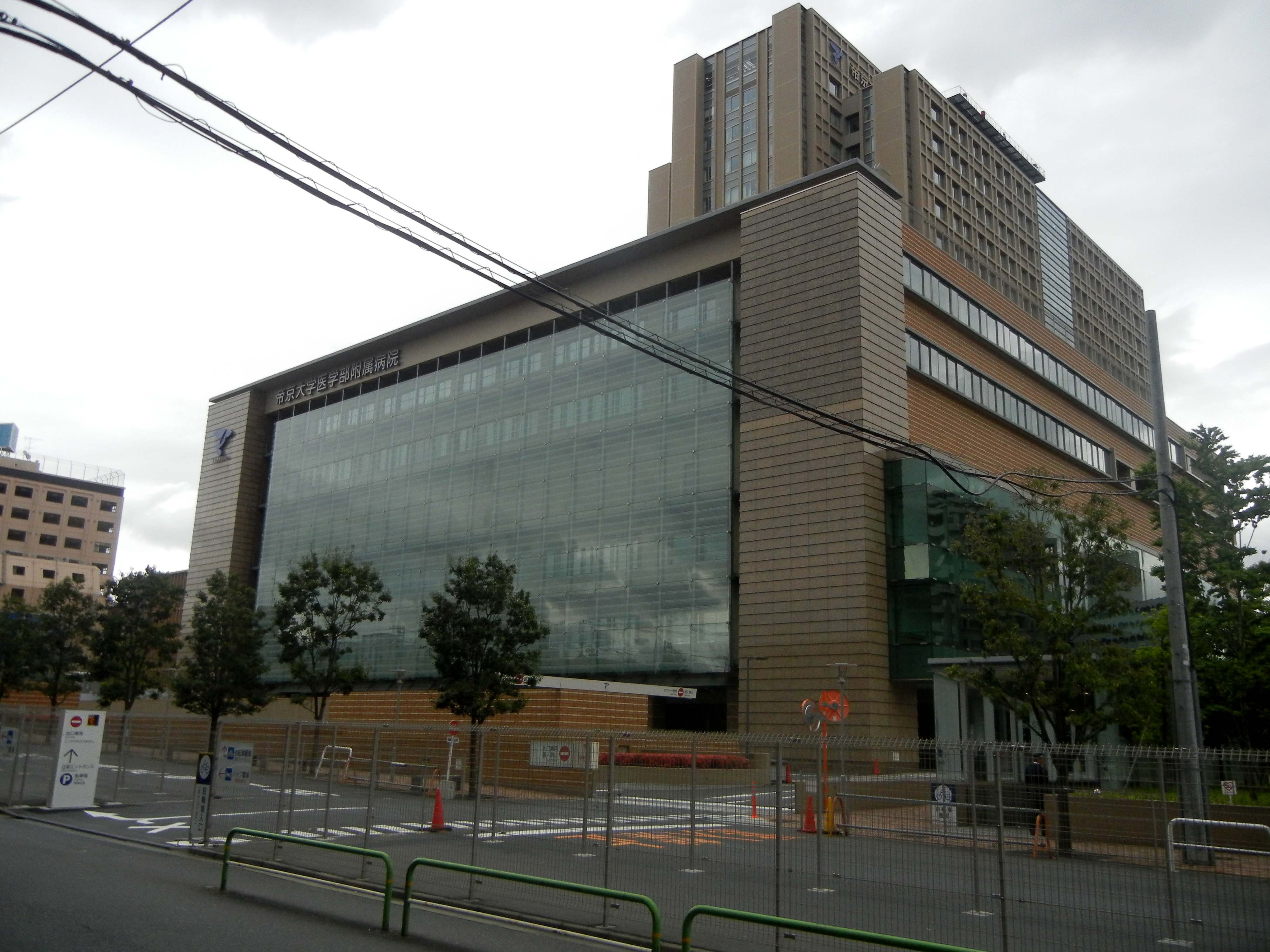
이타바시 캠퍼스에 있는 대학 의학부 부속 병원

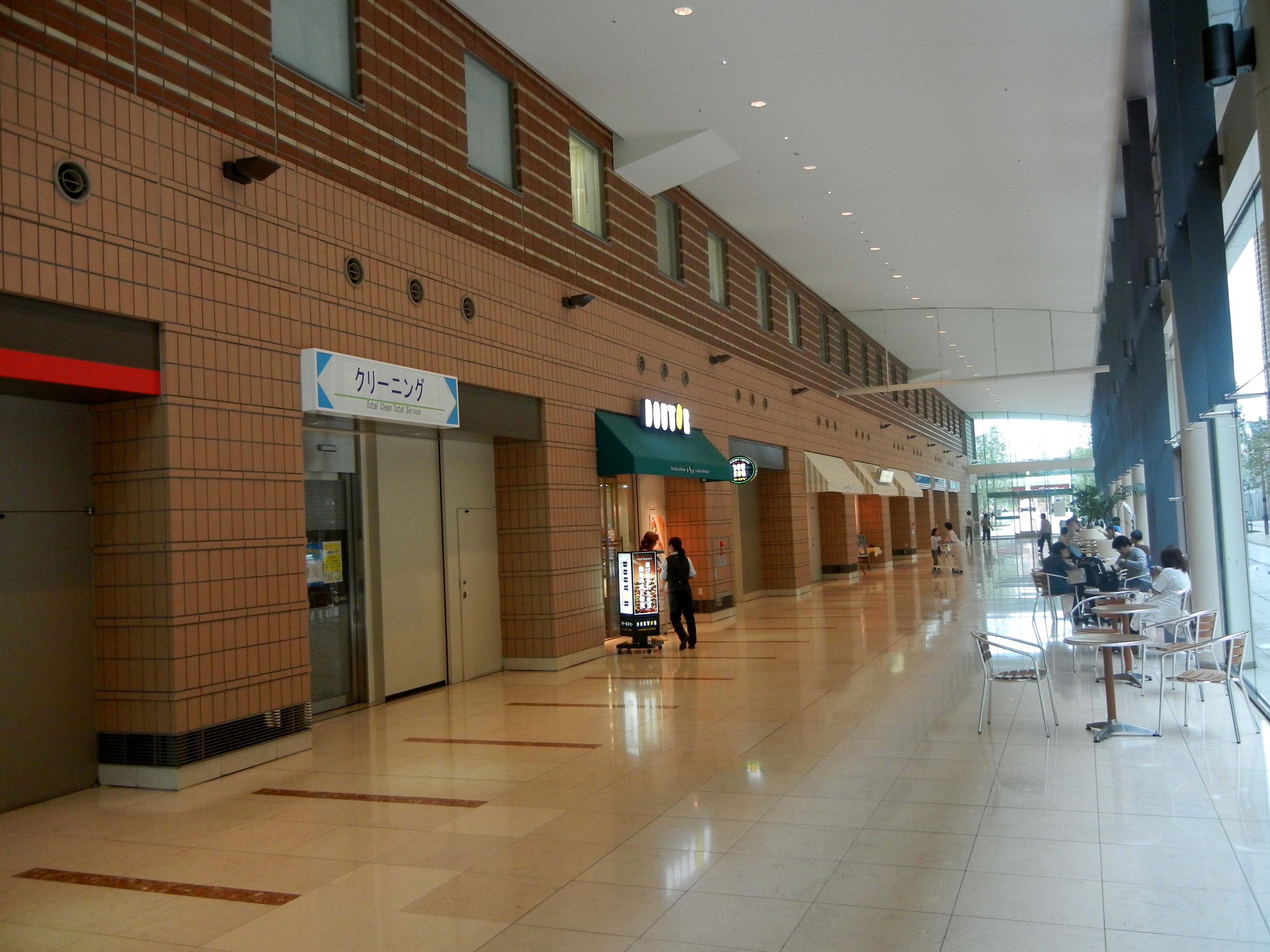
의학부 부속 병원 1층 커뮤니티 스트리트

데이쿄 대학은 1931년 요시나가 쇼헤이가 도쿄부 시부야 시(현재의 도쿄도 시부야구)에 창립한 재단법인 데이쿄 상업학교를 기원으로 한다. 1966년 산부인과학의 의학 박사였던 요시나가 쇼이치가 데이쿄 대학을 창설하였다.
본교의 교육 이념인 '자신류'(自分流)란 삶의 철학 자체가 스스로 생각하고 판단하고 행동하고 그 결과에 따라 스스로 책임을 진다는 말로 구체적으로 표현되고 있다. 또한 교육 지침서의 세 기둥으로 연습을 통해 논리적 사고를 몸에 익히는 '실학', 이문화 이해의 학습 및 체험을 하는 '국제성', 필요한 지식 및 기술을 한 쪽에 치우치지 않고 폭넓게 학습하는 '개방성'을 내걸고 있다.
대학 전체의 교육 커리큘럼의 특색으로 교육 이론보다 사회와 직결된 실학을 중시하여 전통적으로 '실학의 데이쿄'라고 불리고 있다. 현재 10학부 29학과 10연구과(그 중 2개는 전문직 대학원)를 보유한 종합 대학이다.

### 건학 정신
데이쿄 대학의 건학 정신은 '노력을 모든 기본으로 편견을 배제하고 폭넓은 지식을 익히고. 국제적인 시야에 서서 결정을 내리고, 실학을 통해 창의력과 인간미가 풍부한 전문성있는 인력 양성을 목표로 한다'이다. 대학 창립 당시인 1966년에 선정된 본교의 건학 정신은 학생 편람 및 교육 요강 신입생 가이던스시 배포되는 캠퍼스 가이드북 및 교직원 신분증에도 기재되어 재학생 또는 졸업생, 교직원의 행동 규범의 기준으로 되어 있다.

### 학풍 및 특색
문과학부(경제학부·법학부·문학부·외국어학부·교육학부) 신입생을 대상으로 미래의 경력 형성의 동기가 되는 《라이프 디자인 연습 I·II》를 1년차부터 필수 과목으로 이수하도록 지정하고 있다. 또한 도쿄도 신주쿠구 신주쿠 이스트 사이드 스퀘어 6층에 민간 인력 회사의 직업 상담원을 배치한 경력 지원 센터(CSC) 신주쿠 중계국을 설치하여 졸업생과 재학생의 도심지에서의 취직·전직 활동을 지원하고 있다.

### 교육 및 연구
문부과학성 및 독립 행정법인 일본 학술 진흥회에 채택된 2012년도 과학 연구비 보조금은 129건, 총 230,230,000 엔이다.
대학 설립자가 의학 박사인 것도 있어 의사 분야의 학술 연구에 중점을 두고 있으며 과학 연구 소비의 채택은 의료계 3개 학부(의학부·약학부·의료기술학부) 교수로 연구과제명(일문)이 많다.

## 연혁
- 1931년 - 재단법인 데이쿄 상업학교 설치 인가.
- 1966년 - 데이쿄 대학 설립(경제학부, 문학부 국문과·영문과).
- 1967년 - 법학부를 설치.
- 1971년 - 의학부 및 의학부 부속 병원을 설치함.
- 1973년 - 문학부 교육학과를 신설. 또한 의학부 부속 미소구치 병원을 설치함.
- 1977년 - 약학부를 설치. 대학원 의학연구과 박사과정을 개설함.
- 1979년 - 대학원 문학연구과 국문학 전공 석사과정, 영문학 전공 석사과정을 신설함.
- 1981년 - 대학원 약학연구과 석사과정을 신설함.
- 1982년 - 대학원 경제학연구과 석사과정을 설치함.
- 1983년 - 대학원 약학연구과 박사과정, 법학연구과 석사과정, 문학연구과 국문학 전공 박사과정 및 영문학 전공 박사과정을 신설함.
- 1984년 - 문학부 사학과를 신설함.
- 1985년 - 대학원 경제학연구과 박사과정을 신설함.
- 1986년 - 문학부 사회학과를 설치. 또한 대학원 법학연구과 박사과정을 설치함. 지바 종합 의료 센터를 설치함.
- 1987년 - 하치오지 캠퍼스에 쓰타토모칸(蔦友館)을 설치함.
- 1988년 - 문학부 심리학과·국제문화학과를 설치함.
- 1989년 - 이공학부를 신설함.
- 1999년 - 문학부 국문과를 일본문화학과로, 문학부 영문과를 영미언어문화학과로 개칭함.
- 2000년 - 경제학부 환경비즈니스학과를 개설함.
- 2004년 - 의료기술학부 미노교정학과를 개설함.
- 2005년 - 데이쿄 대학 후쿠오카 단기대학을 흡수해 후쿠오카 의료기술학부를 설치함.
- 2006년 - 문학부 영미언어문화학과·국제문화학과를 개편하여 외국어학부를 신설함. 경제학부 환경비즈니스학과를 경영학과로 개칭함. 하치오지 캠퍼스 미디어 라이브러리 센터(MELIC)을 설치함.
- 2007년 - 의료기술학부 스포츠의료학과 건강스포츠·구급차과정을 개설. 우쓰노미야 캠퍼스 통신교육과정을 개설함.
- 2009년 - 교직 대학원을 설치. 이타바시 캠퍼스에 본부동을 설치함.
- 2010년 - 공학부 항공우주학과 헬기 조종사 과정을 신설함.
- 2011년 - 학교법인 창립 80주년. 경제학부 지역경제학과를 신설함. 공중위생대학원을 설치. 이타바시 캠퍼스에 대학 동본관을 설치함.
- 2012년 - 문학부 교육학과를 개편하여 교육학부를 설치. 대학원 문학연구과 일본사·문화재학과를 설치함.
- 2014년 - 후쿠오카 의료기술학부 간호학과·진료방사선학과를 설치. 조산학과전공 설치 예정

## 현황

### 소재지
- 이타바시(板橋) 캠퍼스 : 도쿄도 이타바시구
- 하치오지(八王子) 캠퍼스 : 도쿄도 하치오지시
- 우쓰노미야(宇都宮) 캠퍼스 : 도치기현 우쓰노미야시
- 후쿠오카(福岡) 캠퍼스 : 후쿠오카현 오무타시
- 가스미가세키(霞ヶ関) 캠퍼스 : 도쿄도 지요다구

## 학부·학과

### 학부
- 의학부
  - 의학과
- 약학부
  - 약학과
- 경제학부
  - 경제학과
  - 경영학과
  - 관광경영학과
  - 지역경제학과
- 법학부
  - 법률학과
- 문학부
  - 일본문화학과
  - 사학과
    - 일본사 과정
    - 동양사 과정
    - 서양사 과정
    - 고고학 과정
    - 지리학 과정

  - 사회학과
    - 사회학 과정
    - 미디어커뮤니케이션 과정

  - 심리학과

- 외국어학부
  - 외국어학과
    - 영국 유학과정
    - 영어 과정
    - 중국어 과정
    - 독일어 과정
    - 한국어 과정
    - 프랑스어 과정
    - 스페인어 과정
- 교육학부
  - 교육문화학과
  - 초등교육학과
    - 초등교육과정
    - 유아교육과정

- 이공학부
  - 기계·정밀시스템공학과
  - 항공우주공학과
    - 헬리콥터 조종사 양성과정

  - 휴먼정보시스템학과
  - 생물과학학과
  - 정보과학과(통신교육과정)
- 의료기술학부
  - 미노교정학과
  - 간호학과
  - 진료방사선학과
  - 임상검사학과
  - 스포츠의료학과
  - 유도접골학과
- 후쿠오카 의료기술학부
  - 간호학과
  - 진료방사선학과
  - 물리치료학과
  - 작업치료학과

### 대학원
- 의학연구과(박사과정)
  - 제1기초의학전공
  - 제2기초의학전공
  - 사회의학전공
  - 제1임상의학전공
  - 제2임상의학전공
- 약학연구과(박사과정)
  - 약학전공
    - 약학과정
    - 임상약학이수과정
- 경제학연구과(석사·박사)
  - 경제학전공
    - 경제 이론·정책과정
    - 세무사과정

  - 경영학전공
    - MBA과정
    - 회계시스템(A·B)과정
    - 정보경영과정
    - 관광경영과정

- 법학연구과(석사·박사)
  - 법학전공
- 문학연구과
  - 일본문화전공(석사·박사)
  - 일본사·문화재전공(석사·박사)
  - 임상심리학전공(석사과정)
  - 심리학전공(박사과정)
  - 임상심리학전공(석사과정)
- 외국어연구과(석사·박사)
  - 초역문화전공

- 이공학연구과
  - 종합공학전공(박사전기과정·박사과정)(통학제)
  - 정보과학전공(석사과정)(통신교육과정)
- 의료기술학부
  - 미노교정전공(석사·박사)
  - 간호학전공(석사·박사)
  - 진료방사선학전공(석사·박사)
  - 임상검사학전공(석사·박사)
  - 유도접골학과(박사)

### 전문직 대학원
- 교직연구과(교직대학원)
  - 교직실습전공

입학자의 교직 경험을 바탕으로 '스쿨리더과정'과 '교육실천고도화과정'의 2개의 과정이 설치되어 있다. 또한 교육 목표의 하나로 '교육과 의료의 통합'을 내걸고 있어 의료계 학부의 교수진에 의한 아동이나 학생의 멘탈 케어를 비롯한 의료 계열의 교양 강의가 개설되어 있다. 또한 도쿄 도 교육위원회 및 도내 공립 초등학교와의 교육 협력은 와세다 대학·다마가와 대학·소카 대학·도쿄 학예대학·데이쿄 대학의 5개 대학이 인가되어 있다.
- 공중위생대학원(보건대학원)
  - 공중위생전공

'이론과 실무를 융합한 실천 교육'을 기본 이념으로 하고 수업 연한 2년과정과 1년과정의 2가지 과정이 개설되어 있다. 또한 공중위생의 국제적인 연구 기관인 미국 하버드 대학 공중위생대학원(HSPH, Harvard School Of Public Health)와 공동으로 개발·운영하는 프로그램을 사용하여 세계 표준인 미국형 공중위생대학원(CEPH 인증 기준)에 부합하는 교육과정이다. 또한 본 과정 수료자에게는 공중보건 석사(MPH, Master Of Public Health)학위가 수여된다.

## 부속 시설

### 부속 기관
- 데이쿄 대학 의학부 부속 병원
- 데이쿄 대학 의학부 부속 미조구치 병원
- 데이쿄 대학 지바 종합 연구 센터
- 데이쿄 대학 부속 이케부쿠로 클리닉
- 약용 식물원(가나가와 현 사가미하라 시 미도리 구)
- 의학 종합 도서관(이타바시 캠퍼스)
- 미디어 라이브러리 센터(하치오지 캠퍼스)
- 우쓰노미야 캠퍼스 도서관(우쓰노미야 캠퍼스)
- 후쿠오카 의료기술학부 부속 도서관(후쿠오카 캠퍼스)
- 하치오치 캠퍼스 커리어 지원 센터(CSC)
- 경력 지원 센터 신주쿠 지사
- 넥스트 커리어 센터 다치 사무실
- 우쓰노미야 캠퍼스 커리어 지원 센터
- 후쿠오카 캠퍼스 학생 지원 센터
- 노인 보건 센터
- 기타도쿄 수영원
- 아시타와 나카노 학원
- 하코네 세미나 하우스
- 주식회사 데이쿄 서비스
- 주식회사 데이쿄 서포트

### 부속 연구소·센터
- 데이쿄 대학 의사 곰팡이 연구 센터
- 데이쿄 대학 의료 공통 교육 센터(G-MEC)
- 데이쿄 대학 스포츠 의과학 센터
- 데이쿄 대학 여성 의사·연구자 지원 센터
- 데이쿄 대학 간호직·인재 육성 센터
- 데이쿄 대학 EBM 센터
- 데이쿄 대학 임상 연구 센터(TARC)
- 데이쿄 대학 심리 임상 센터
- 데이쿄 대학 오키나가 종합 연구소
- 데이쿄 대학 고등 교육 개발 센터(CTL)
- 데이쿄 대학 교직 센터
- 데이쿄 대학 공동 프로그램 센터
- 데이쿄 대학 종합 교육 센터
- 데이쿄 대학 문화재 연구소

## 부속 학교
학교법인 데이쿄 대학에서 설치하고 있는 교육 기관을 대학을 정점으로 하는 부속 학교가 아닌 동격의 계열 학교로 하고 있다. 또한 학교법인 데이쿄 대학이 설치하는 교육 기관 외에 다른 법인인 데이쿄 대학 그룹이 설치하고 있는 교육 기관이 있다.
- 대학
  - 데이쿄 대학
  - 데이쿄 헤이세이 대학(도쿄 도 도시마 구)
  - 데이쿄 이과대학(도쿄 도 아다치 구)
- 단기대학
  - 데이쿄 대학 단기대학(도쿄 도 하치오지 시)
  - 데이쿄 단기대학(도쿄 도 시부야 구)
  - 데이쿄 가쿠인 단기대학(야마나시 현 호쿠토 시)
  - 데이쿄 헤이세이 간호 단기대학(지바 현 이치하라 시)
- 전문학교
  - 데이쿄 고등간호전문학원(도쿄 도 이타바시 구)
  - 데이쿄 야마나시 간호전문학교(야마나시 현 고후 시)
- 고등학교·중학교
  - 데이쿄 대학 고등학교·중학교(도쿄 도 하치오지 시)
  - 데이쿄 고등학교·중학교(도쿄 도 이타바시 구)
  - 데이쿄 하치오지 고등학교·중학교(도쿄 도 하치오지 시)
  - 데이쿄 대학 가니 고등학교·중학교(기후 현 가니 시)
  - 데이쿄 아사카 고등학교(후쿠시마 현 고리야마 시)
  - 데이쿄 제3고등학교(야마나시 현 호쿠토 시)
  - 데이쿄 제5고등학교(에히메 현 오즈 시)
  - 데이쿄 후지 고등학교·중학교(에히메 현 오즈 시)
  - 데이쿄 나가오카 고등학교(니가타 현 나가오카 시)
- 초등학교
  - 데이쿄 대학 초등학교(도쿄 도 다마 시)
  - 데이쿄 대학 가니 초등학교(기후 현 가니 시)
- 해외 교육기관
  - 데이쿄 런던 학원
  - 데이쿄 홍콩 유치원
  - 데이쿄 말레이시아 일본어학원